# Мунчелу-де-Жос
Мунчелу-де-Жос (рум. Muncelu de Jos) — село у повіті Нямц в Румунії. Входить до складу комуни Валя-Урсулуй.
Село розташоване на відстані 271 км на північ від Бухареста, 58 км на схід від П'ятра-Нямца, 55 км на південний захід від Ясс.

## Населення
За даними перепису населення 2002 року у селі проживали 483 особи, усі — румуни. Усі жителі села рідною мовою назвали румунську.